# Феофилатовская
Феофилатовская — деревня в Тарногском районе Вологодской области.
Входит в состав Тарногского сельского поселения, с точки зрения административно-территориального деления — в Шевденицкий сельсовет.
Расстояние до районного центра Тарногского Городка по автодороге — 11 км. Ближайшие населённые пункты — Матвеевская, Афанасьевская, Подволочная.
По переписи 2002 года население — 18 человек.